# Аль-Абрак (аэропорт)
Международный аэропорт Аль-Абрак (араб. مطار الأبرق الدولي‎), также известный как Международный аэропорт Эль-Байда (ИАТА: LAQ, ИКАО: HLLQ) — аэропорт совместного базирования, обслуживающий авиаперевозки города Эль-Байда (муниципалитет Эль-Джебель-эль-Ахдар).
Объект находится в 16 километрах к востоку от Эль-Байды и в 12 километрах к югу от средиземноморского побережья Ливии.

## Авиакомпании и пункты назначения
В марте 2021 года в аэропорту работали следующие авиакомпании:

## Авиапроисшествия и инциденты
- 2 декабря 1977 года. Самолёт Ту-154А (регистрационный LZ-BTN) авиакомпании Balkan Bulgarian Airlines в лизинге Libyan Arab Airlines, следовавший чартерным рейсом с паломниками из Джидды в Бенгази, ушёл на запасной аэропорт Эль-Байда вследствие сильного тумана в аэропорту назначения. При подходе к Эль-Байде лайнер полностью выработал топливо и разбился в результате аварийной посадки. Из 165 человек на борту погибло 59[5][6].